# Stella & Steve
Stella & Steve es el segundo EP de la cantante neozelandesa Benee. Fue lanzado el 15 de noviembre de 2019. El EP cuenta con su canción mundialmente conocida "Supalonely".
Sobre la inspiración detrás del título Benee dijo "Soy Stella y mi auto se llama Steve".

## Recepción
Gab Ginsberg de Billboard describió el EP como "un puñado apretado de canciones de R&B y pop con tintes electrónicos que muestran dónde está aquí y ahora" y "sirviendo como una acompañante más tranquila para el burbujeante EP Fire On Marzz. 
Nathan Gunn de Tone Deaf llamó al EP "El trabajo más emotivo y bien construido de Benee, que se hace especialmente evidente en temas posteriores como 'Drifting' y 'Blu'".

## Listado de canciones
| No.             | Título                           | Compositores                                      | Productores                      | Longitud |
| --------------- | -------------------------------- | ------------------------------------------------- | -------------------------------- | -------- |
| 1.              | "Find an Island"                 | - Benee - Joshua Fountain - Djeisan Suskov        | - Fountain - Suskov              | 3:12     |
| 2.              | "Supalonely" (con Gus Dapperton) | - Benee - Fountain - Brendan Rice - Jenna Andrews | - Fountain - Stella Rose Bennett | 3:43     |
| 3.              | "Monsta"                         | - Benee - Fountain - Jason Schoushkoff            | - Fountain - Schoushkoff         | 3:41     |
| 4.              | "Drifting" (con Jack Berry)      | - Benee - Fountain - Suskov - Damin McCabe        | - Fountain - Suskov              | 3:23     |
| 5.              | "Blu"                            | - Benee - Fountain - Andrews                      | - Fountain - Stella Rose Bennett | 3:22     |
| Duración Total: | Duración Total:                  | Duración Total:                                   | Duración Total:                  | 17:24    |

## Posicionamiento en listas
| Gráfico (2019–2020)               | Posición más alta |
| --------------------------------- | ----------------- |
| Álbumes australianos ( ARIA )     | 19                |
| Álbumes canadienses ( Billboard ) | 91                |
| Álbumes franceses ( SNEP )        | 150               |
| Álbumes de Nueva Zelanda ( RMNZ ) | 19                |
| US Billboard 200                  | 138               |